# Erik Johnsen
Erik Johnsen, norveški smučarski skakalec, * 4. julij 1965, Oslo, Norveška.
Johnsen je nastopil na Zimskih olimpijskih igrah 1988 v Calgaryju, kjer je osvojil naslov olimpijskega podprvaka na veliki skakalnici in bronasto medaljo na ekipni tekmi. V svetovnem pokalu je osvojil dve zmagi in še štiri uvrstitve na stopničke.